# Richard Roxburgh

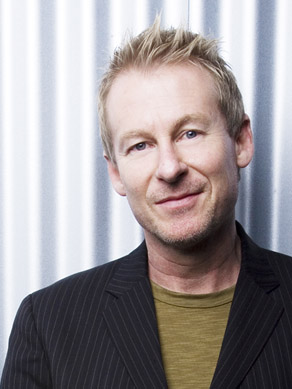
Richard Roxburgh

Richard Roxburgh (Albury, 1 januari 1962) is een Australische acteur. Hij speelde in veel Australische films, maar de laatste jaren is hij wereldwijd bekend door rollen in de films Mission: Impossible II in 2000 en Moulin Rouge! in 2001. 

## Biografie
Roxburgh is geboren in Albury (de zestiende stad van Australië) in New South Wales. Van de zes kinderen in het gezin was hij de jongste. Na de middelbare school ging hij naar de Australian National University in Canberra om economie te studeren. Later besloot hij toch acteur te worden. Roxburgh trouwde in 2004 met Silvia Colloca, met wie hij twee kinderen kreeg.

## Filmografie

### Als acteur
- Eden (2024)
- Elvis (2022)
- Breath (2017)
- Looking for Grace (2015)
- The Turning (2013)
- Ice (televisieserie, 2011)
- Sanctum (2011)
- Like Minds (2006)
- Fragile (2005)
- Stealth (2005)
- Van Helsing (2004)
- The League of Extraordinary Gentlemen (2003)
- The One and Only (2002)
- The Hound of the Baskervilles (televisie, 2002)
- Moulin Rouge! (2001)
- Mission: Impossible II (2000)
- Passion: The Story of Percy Grainger (1999)

### Als regisseur
- Romulus, My Father (2006)